# Marinella Signori
Marinella Signori (30 marzo 1963) è un'ex velocista italiana.

## Biografia
Nel 1991 è stata convocata come riserva per la staffetta 4x100 m ai Mondiali di Tokyo, senza poi venire schierata in gara; suo figlio Andrea Federici è a sua volta un velocista, che ha anche vestito la maglia della nazionale assoluta.
Terminata l'attività agonistica ad alto livello ha continuato a gareggiare come master sempre nella velocità, vincendo varie medaglie e stabilendo vari record nazionali nelle varie categorie di età.

## Record nazionali
Assoluti
Staffetta 4x200 m piani - 1'35"52 ( Brescia, 27 maggio 1989)

## Campionati nazionali
1981
- Oro ai campionati italiani assoluti indoor, staffetta 4x2 giri - 3'52"71

1986
- Oro ai campionati italiani assoluti, staffetta 4x100 m - 44"79

1988
- Oro ai campionati italiani assoluti, staffetta 4x100 m - 46"66

1989
- Oro ai campionati italiani assoluti, staffetta 4x100 m - 45"86
- Oro ai campionati italiani assoluti, staffetta 4x200 m - 1'35"52

1990
- Oro ai campionati italiani assoluti, staffetta 4x100 m - 45"40

1991
- Oro ai campionati italiani assoluti, staffetta 4x100 m - 45"13

2014
- Oro ai campionati italiani master, 200 m piani, categoria SF50
- Oro ai campionati italiani master, 100 m piani, categoria SF50 - 13"22

2015
- Oro ai campionati italiani master indoor, 60 m piani, categoria SF50 - 8"58
- Oro ai campionati italiani master indoor, staffetta 4x1 giro, categoria SF50 - 2'02"69

2018
- Oro ai campionati italiani master, 100 m piani, categoria SF55

2023
- Oro ai campionati italiani master indoor, 200 m piani, categoria SF60 - 29"83
- Oro ai campionati italiani master indoor, 60 m piani, categoria SF60 - 8"78
- Oro ai campionati italiani master indoor, staffetta 4x1 giro, categoria SF55